# Lutia
Lutia o Loutia es el nombre de una antigua ciudad celtíbera, perteneciente a la tribu de los lusones (o a la de los arévacos según otras fuentes), la única que intentó acudir a la llamada de socorro de Numancia en la tercera guerra celtíbera. Dicha petición llegó a varias ciudades llevada por Retógenes el Caraunio, escapado mediante unas ingeniosas escalas del cerco levantado por Publio Cornelio Escipión. Este intento de ayuda conllevó la venganza del propio Escipión que, avisado por los ancianos de la ciudad, que se oponían a la ayuda, y, antes de que los lutiakos se pusiesen en marcha, llegó a Lutia y, con intención ejemplarizante, cortó las manos de 400 jóvenes, logrando así asestar dos golpes a sus habitantes: el primero físico, dejando inútil a la población trabajadora, y el segundo moral, impidiendo a los guerreros morir honorablemente en el campo de batalla puesto que no podían empuñar armas.
Su ubicación no ha podido ser determinada, aunque se han propuesto diversas correspondencias actuales de la ciudad de Lutia, como las localidades de Luzón y Luzaga (esta última también apoyada por una inscripción en el bronce de Luzaga) y las de Cantalucía, San Leonardo de Yagüe y Lubia. En todo caso habría que tener en cuenta que Apiano (loc.cit.) dice que estaba "a 300 estadios de Numancia", unos 60 kilómetros.